# Kreisbauernschaft
Die Kreisbauernschaft ist ein Berufsverband für Landwirte in Deutschland. Die Kreisbauernschaften verstehen sich auch als Interessenvertretung der Landwirte und deren Familien sowie für die ländlichen Räume.
Kreisbauernschaften sind teils in Bauernverbänden organisiert wie beispielsweise dem Rheinischen Landwirtschafts-Verband. Im Lobbyregister für die Interessenvertretung gegenüber dem Deutschen Bundestag und der Bundesregierung sind 15 Kreisbauernschaften als Interessenvertreter beim Deutschen Bundestag eingetragen (Stand April 2025).
Bis 1945 waren sie eine Untergliederung des Reichsnährstandes. In jedem Kreis bestand eine Kreisbauernschaft, ehrenamtlich geführt vom Kreisbauernführer. In den Orten bestand jeweils eine vom Ortsbauenführer geführte Ortsbauernschaft. Die Kreisbauernschaften bestanden organisatorisch über das Ende des NS-Staats hinaus weiter, das Gesetz über die Auflösung des Reichsnährstandes im Vereinigten Wirtschaftsgebiet vom 21. Januar 1948 (WiGBl. S. 21) beendete ihre Existenz in diesem Rahmen in Westdeutschland.
Beispiele für heute bestehende Kreisbauernschaften sind die Kreisbauernschaft der Ruhrgroßstädte und die Kreisbauernschaft Wesel.